# EMD E8
E8 ist die Herstellerbezeichnung einer Reihe dieselelektrischer Stromlinienlokomotiven für den Schnellzugdienst, die zwischen 1949 und 1953 von General Motors Electro-Motive Division (EMD) am Standort McCook (Illinois) als eines der zahlreichsten Modelle der E-Serie in 459 Exemplaren gebaut wurde. Dabei entstanden 428 A-Einheiten (E8A) mit und 31 B-Einheiten (E8B) ohne Führerstand. Weitere Fahrzeuge kamen von 1952 bis 1954 durch den Umbau aus anderen Reihen hinzu und wurden aufgrund technischer Unterschiede als E8m (E8Am und E8Bm) klassifiziert. Die Reihe E8 ist das leistungsstärkere Nachfolgemodell der ab 1945 hergestellten Reihe E7 und diente als Grundlage für die Entwicklung der Reihe E9.

## Geschichte
Nachdem die Electro-Motive Corporation (EMC) ab 1935 mit den Versuchsfahrzeugen der Reihe 1800 hp B-B Erfahrungen zum Bau von Großdiesellokomotiven mit elektrischer Leistungsübertragung gesammelt hatte, erfolgte die Entwicklung der stromlinienförmigen Schnellzuglokomotiven der E-Serie, deren Produktion 1937 mit den Modellen EA und EB begann. Wie die für den Güterzugdienst bestimmte F-Serie konnte auch die E-Serie seit den 1940er Jahren große Erfolge verzeichnen und trug maßgeblich zur Verdieselung des Schnellzugverkehrs in den Vereinigten Staaten bei.
Die beachtliche Nachfrage der 1945 eingeführten Reihe E7 motivierte den 1941 als Nachfolger der EMC gegründeten Lokomotivhersteller General Motors Electro-Motive Division (EMD) zur weiteren Verbesserung des Modells, sodass die Reihe E8 mit leistungsstärkeren Dieselmotoren, elektrisch angetriebenen Lüftern, neuen Fahrmotoren und einer Widerstandsbremse entstand. Den Prototyp 952, welcher später als 643 von der Chicago, Rock Island and Pacific Railroad (RI) übernommen wurde, stellte EMD im August 1949 vor. Die Serienfertigung der A-Einheiten begann im November, die der B-Einheiten im Dezember desselben Jahres. Bis Dezember 1953 wurden 428 A- und 31 B-Einheiten verkauft. Durch den Umbau von Lokomotiven früherer Modelle zur Reihe E8m kamen zwischen Februar 1952 und Januar 1954 einige Dutzend hinzu. Äußerlich entsprachen diese der Reihe E8, wiesen jedoch aufgrund der Verwendung alter Baugruppen technische Unterschiede auf. Im April 1954 begann EMD mit der Produktion des Nachfolgemodells E9, welches die letzte Entwicklungsstufe der E-Serie darstellt.
Seit den 1950er Jahren verlor der Reisezugverkehr in den Vereinigten Staaten mit der Ausweitung des Automobilverkehrs und der Passagierluftfahrt zunehmend an Bedeutung, sodass bereits um 1970 die Ausmusterung der Reihe E8 begann. Weil das ursprüngliche Übersetzungsverhältnis der Radsatzgetriebe für den Güterverkehr nicht geeignet war, ließen einige Bahngesellschaften wie die Erie Lackawanna Railway (EL) ihre Fahrzeuge umbauen. Um den Einsatz vor elektrisch beheizten Reisezugwagen zu ermöglichen, rüsteten Amtrak (AMTK), die Chicago, Burlington and Quincy Railroad (CB&Q) und ihr Nachfolger, die Burlington Northern Railroad (BN), sowie Chicago and North Western Transportation (CNWT) ab den späten 1960er Jahren einige Lokomotiven mit Heizgeneratoren aus. Die von Amtrak betriebenen Maschinen gehörten um 1980 zu den letzten der Reihe E8 im Plandienst. Die ausgemusterten Fahrzeuge wurden zu großen Teilen verschrottet. Dennoch blieben über 50 Lokomotiven, insbesondere der Modelle E8A und E8Am, erhalten, einige sogar im betriebsfähigen Zustand.

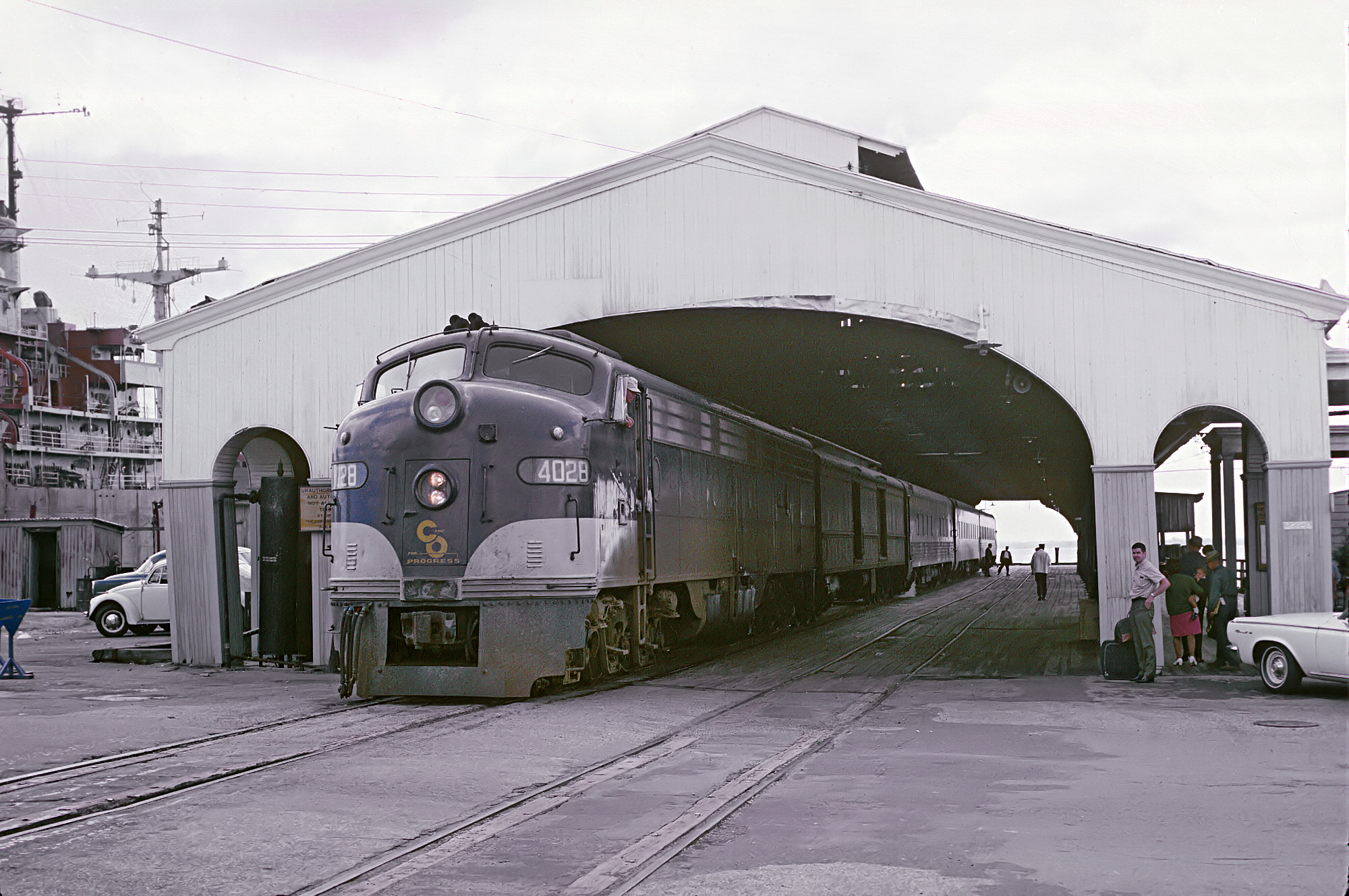
C&O 4028 in Newport News (September 1969)
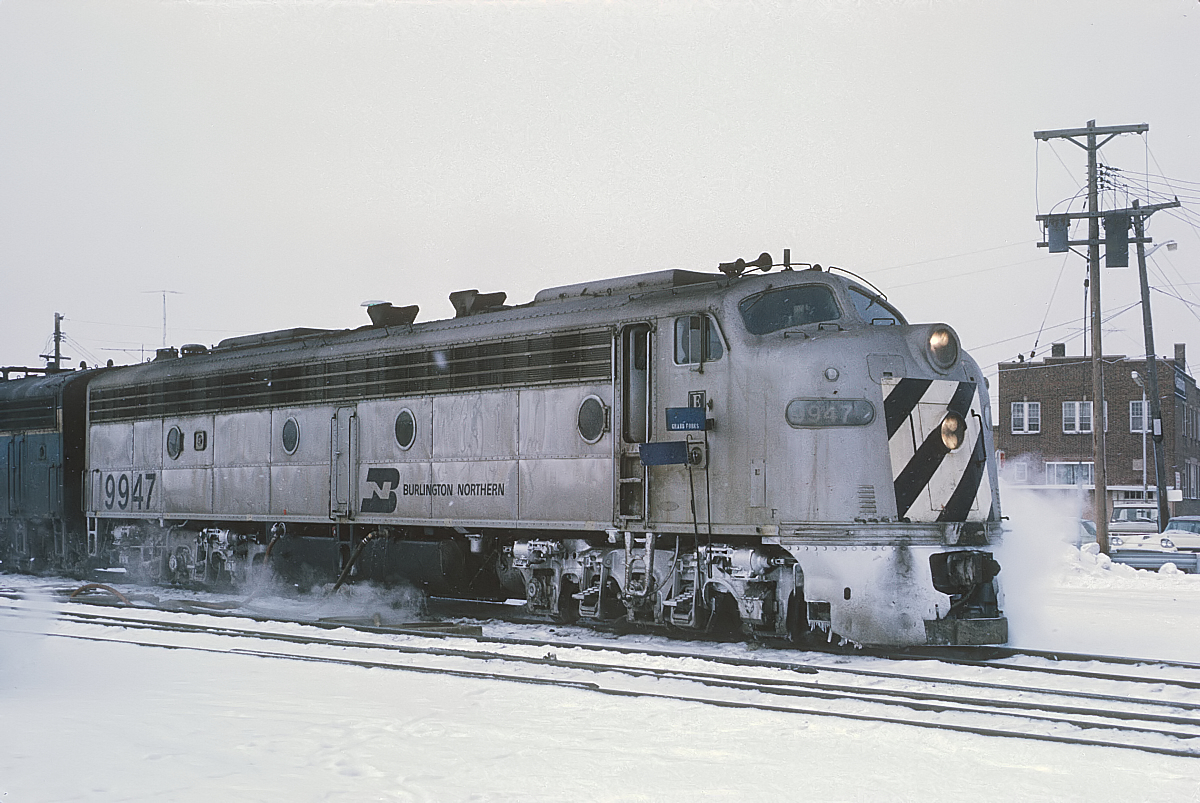
BN 9947 in Grand Forks (Dezember 1970)
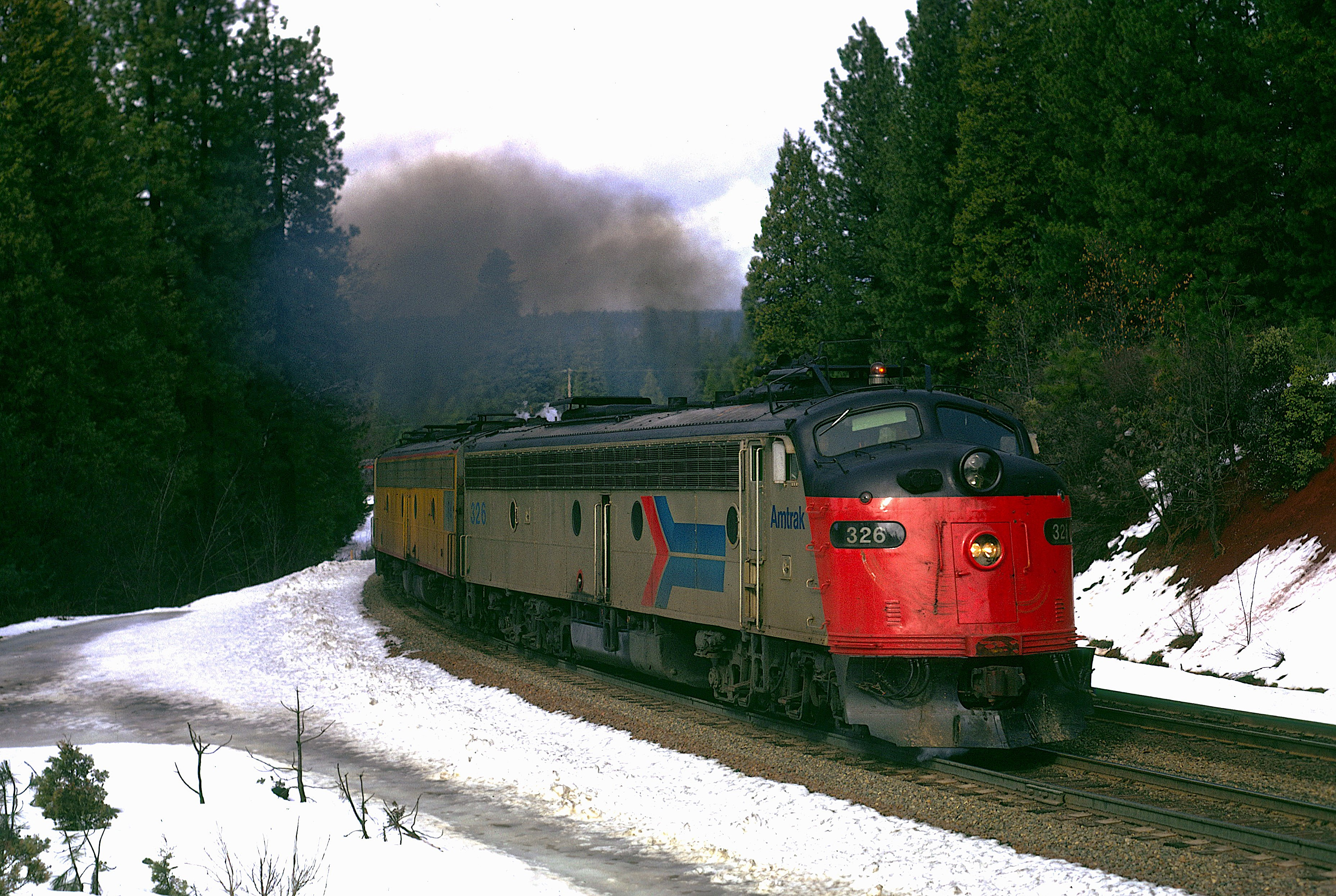
AMTK 326 in Alta, Kalifornien (Januar 1974)
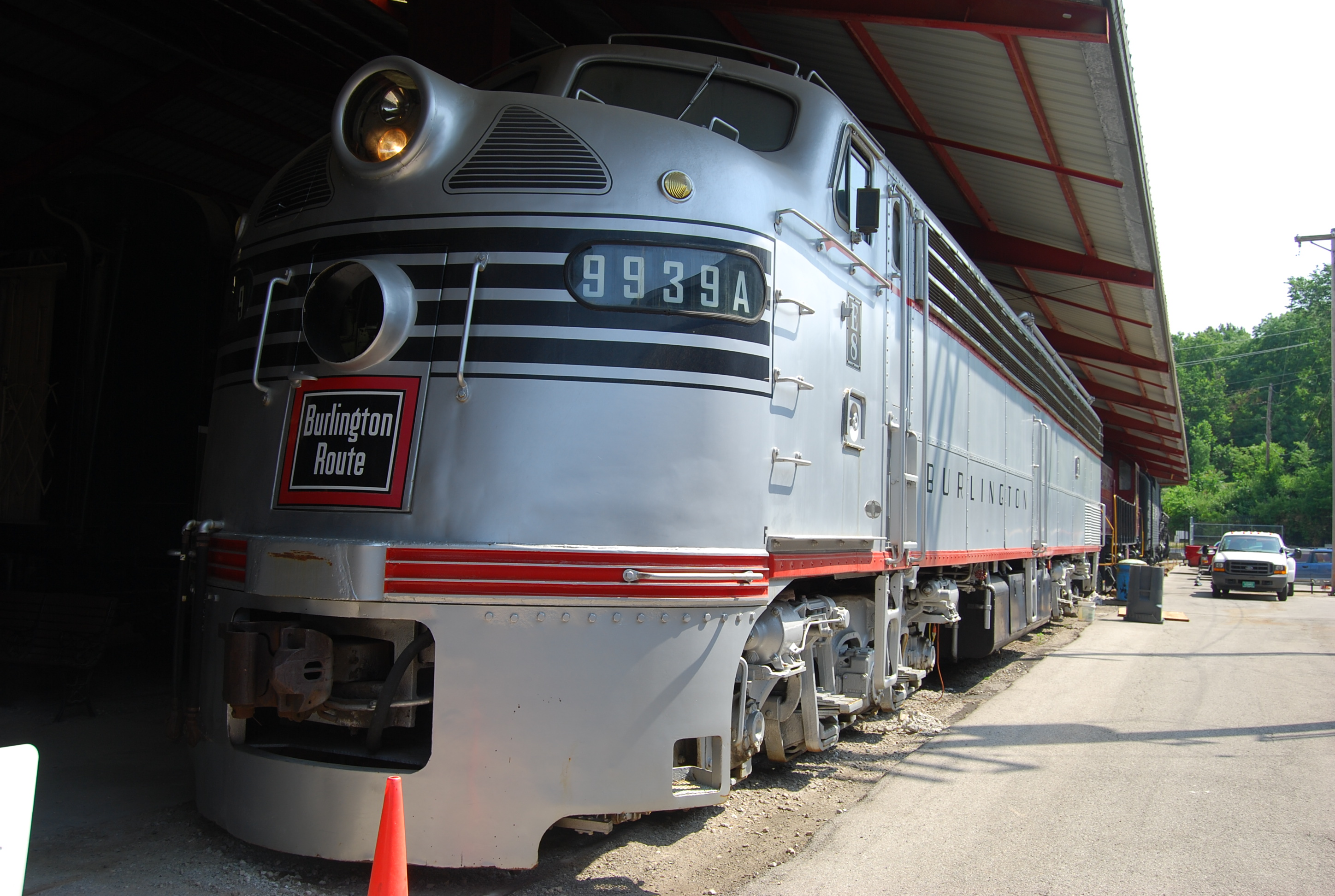
CBQ 9939A in Kirkwood (Mai 2012)

## Technische Beschreibung

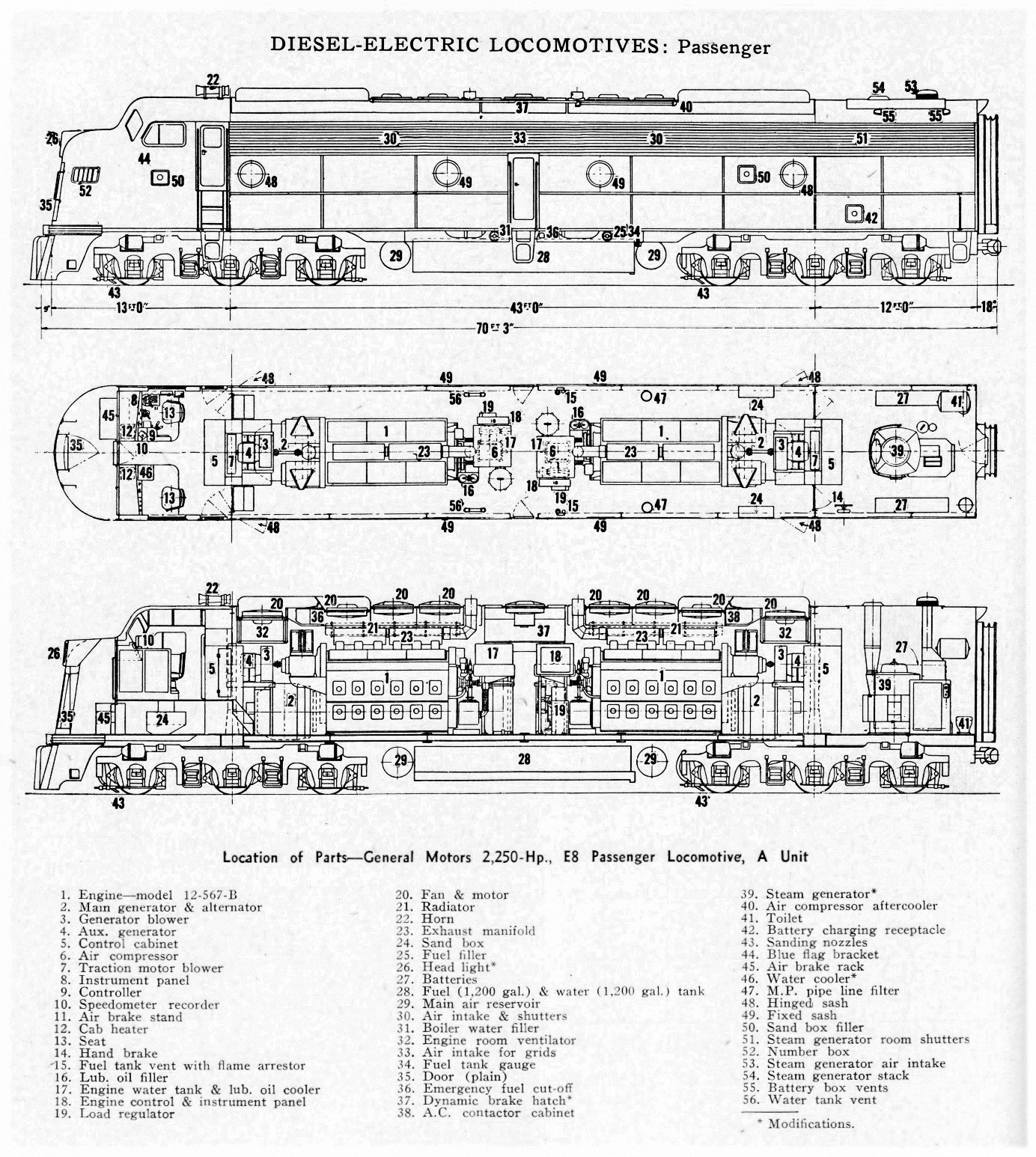
Schnittzeichnung

### Lokomotivkasten und Laufwerk
Der stromlinienförmige Lokomotivkasten, welcher sich bei den A-Einheiten in den Vorbau, den Führerstand und den Maschinenraum gliedert, ist eine selbsttragende geschweißte, blechverkleidete Fachwerkkonstruktion und stützt sich über Drehpfannen auf zwei dreiachsige Blomberg-Drehgestelle mit gegossenen Rahmen und Schraubenfedern als Primär- sowie Vollelliptikfedern als Sekundärfederung. Der mittlere Radsatz im Drehgestell ist als Laufradsatz ausgeführt und dient lediglich zur Verringerung der Achslasten. Die Dienstmasse der A-Einheiten beträgt je nach Ausstattung 144,5 t bis 148,2 t, woraus sich durchschnittliche Achslasten zwischen 24,1 t und 24,7 t ergeben. Die Radsatzlager sind als Rollenlager ausgeführt.
Anders als bei den zuvor gebauten Modellen der E-Serie erstrecken sich die seitlichen Lüftungsgitter über die gesamte Länge der Maschinenraumwände. Das Dach besteht aus abnehmbaren Segmenten, um dem Maschinenraum größere Baugruppen per Kran entnehmen zu können. An der Rückwand des Lokomotivkastens befindet sich ein Personalübergang mit Faltenbalg. Ihrem Einsatzzweck entsprechend besitzen die Schnellzuglokomotiven gummigefederte Tightlock-Kupplungen des AAR-Typs H. Am vorderen Ende des Fahrzeugs ist ein Aufkletterschutz vorhanden. Der Vorbau, welcher vom Führerstand aus zugänglich ist und über eine Tür in der Stirnwand verfügt, beinhaltet ein Druckluftgerüst, dient aber vor allem dem Schutz des Lokomotivpersonals bei Unfällen. Abhängig von den Wünschen der Käufer wurden verschiedene Bauformen von Bahnräumern, Griffstangen, Trittblechen und Spitzenbeleuchtungen verwendet, viele Varianten kamen außerdem durch spätere Umbauten hinzu.

### Führerstand
Der Führerstand entspricht dem anderer Reihen der E- und F-Serie. Zu den Bedienelementen zählen der achtstufige Fahrschalter zur Steuerung der Drehzahl der beiden Dieselmotoren, der Richtungsschalter und das Führerbremsventil der indirekten Bremse sowie das Zusatzbremsventil. Mit einem im Englischen als transition lever bezeichneten Schalter wird die elektrische Verbindung zwischen Hauptgeneratoren und Fahrmotoren hergestellt oder getrennt. Bei Fahrzeugen mit Widerstandsbremse besitzt dieser Schalter zusätzlich Bremsstellungen, um die elektrische Bremskraft zu regulieren. Eine selbsttätige Schleuderschutzeinrichtung ist nicht installiert, das Schleudern von Radsätzen wird dem Lokomotivführer jedoch durch eine Warnleuchte angezeigt. Der Führerstand ist mit zwei Heizkörpern ausgestattet, welche an die Dampfleitung der Zugheizung angeschlossen sind. Zwei voneinander unabhängige pneumatisch betriebene Scheibenwischer und eine Scheibenheizung sind ebenfalls vorhanden. Optional wurden diverse Zugbeeinflussungssysteme, ein dritter Sitz und weitere zusätzliche Ausstattung angeboten.

### Antriebsausrüstung
Die Lokomotiven besitzen zwei identische, voneinander unabhängige Maschinenanlagen, die jeweils aus einem Dieselmotor, den elektrischen Generatoren, einem Schaltschrank sowie den Hilfsbetrieben bestehen. Die beiden Maschinenanlagen sind entgegengesetzt angeordnet, sodass die Dieselmotoren zur Fahrzeugmitte und die Generatoren zu den Fahrzeugenden hin zeigen. Die Kühlanlagen mit jeweils drei Dachlüftern befinden sich oberhalb der Motoren.
Jeder der beiden Dieselmotoren des Typs EMD 12-567B mit 111,6 l Hubraum ist ein wassergekühlter Zwölfzylinder-V-Motor mit zwei Roots-Gebläsen, arbeitet nach dem Zweitaktverfahren mit Gleichstromspülung sowie Pumpe-Düse-Direkteinspritzung und liefert bei einer Drehzahl von 800 min−1 eine Leistung von 840 kW. Die Leerlaufdrehzahl liegt bei 275 min−1. Die Drehzahlregelung erfolgt elektrohydraulisch durch einen Woodward-Regler. Verlässt der Öldruck den Toleranzbereich oder wird eine Drehzahl von 910 min−1 überschritten, erfolgt eine automatische Notabschaltung des Motors. Die Überhitzung des Kühlwassers löst hingegen nur einen optischen und akustischen Alarm aus. Es sind 625 l Schmieröl und 825 l Kühlwasser vorhanden. Der vom Dieselmotor angetriebene Gleichstrom-Hauptgenerator EMD D15 versorgt die beiden fremdbelüfteten, gummigefederten Tatzlager-Reihenschluss-Fahrmotoren vom Typ EMD D27 des jeweiligen Drehgestells. Die Motoren sind zum Anfahren sowie im niedrigen Geschwindigkeitsbereich paarweise in Reihe geschaltet und werden bei der Beschleunigung automatisch parallelgeschaltet. Für eine weitere Beschleunigung werden Nebenschlusswiderstände zur Feldschwächung zugeschaltet. Das Übersetzungsverhältnis zwischen Fahrmotor und Radsatz beträgt je nach Ausführung 1 : 2,85 bis 1 : 2,08, die resultierende Höchstgeschwindigkeit 137 km/h bis 188 km/h und die maximale Anfahrzugkraft 250 kN.

### Sonstiges
Ein 40 kW leistender, mit dem Hauptgenerator eine Einheit bildender Drehstromgenerator des Typs EMD D16 versorgt die elektrischen Lüfterantriebe der Kühlanlage und des Luftversorgungssystems. Ein Gleichstrom-Hilfsgenerator des Typs Delco A7159 mit einer Leistung von 10 kW liefert den Erregerstrom für den Hauptgenerator und speist das Bordnetz zum Laden der Starterbatterien sowie für Beleuchtung, Steuerung und die Kraftstoffpumpe. Die Kühlmittelpumpen, der wassergekühlte zweistufige Zweizylinder-Luftpresser des Modells Gardner Denver WXO sowie Hauptgenerator- und Fahrmotorlüfter werden mechanisch vom Dieselmotor angetrieben. Die in früheren Modellen der E-Serie verwendeten Treibriemen kamen bei der Reihe E8 nicht mehr zur Anwendung, alle Kraftübertragungen erfolgen mechanisch über flexible Kupplungen oder elektrisch.
Zur Einleitung von Frischluft in den Maschinenraum ist an dessen Enden jeweils ein Dachlüfter mit darunterliegendem Luftfilter vorhanden. Dieser saugt im Sommerbetrieb über Luftkanäle kühle Umgebungsluft durch die seitlichen Gitter des Lokomotivkastens, im Winterbetrieb hingegen warme Abluft der Kühlanlage über eine Dachhaube an. Die Umstellung erfolgt manuell über Absperrklappen in den Luftkanälen und Dachhauben.
Der hintere, vom Maschinenraum abgeteilte Bereich des Lokomotivkastens enthält die Starterbatterien, den Dampfheizkessel, eine Toilette und die Bedieneinrichtung der Handbremse. Die Akkumulatoren besitzen eine Nennspannung von 64 V und eine Kapazität von 426 Ah. Der dieselgefeuerte Dampfheizkessel des Typs Vapor-Clarkson OK4616, OK4625 oder OK4630 hat je nach Modell eine maximale Verdampfungsleistung von 730 kg/h, 1130 kg/h oder 1360 kg/h. Nach anderer Quelle wurden entweder zwei Heizkessel des Typs OK4625 oder einer des Typs OK4740 eingebaut.
Zwischen den Drehgestellen ist der Haupttank angeordnet, welcher das Speisewasser des Dampfheizkessels sowie den Kraftstoff für die Dieselmotoren und den Ölbrenner des Heizkessels aufnimmt. Hierbei umgibt der im Querschnitt U-förmige Wassertank den Kraftstofftank, sodass letzterer vor äußerer Beschädigung geschützt und bei niedrigen Außentemperaturen gewärmt wird. Der Speisewasservorrat von 5110 l kann durch den Einbau eines zusätzlichen Behälters anstelle der Bremswiderstände unter dem Dach auf 7380 l vergrößert werden. Der Dieselvorrat beläuft sich auf 4540 l. Vor und hinter dem Tank ist jeweils ein Hauptluftbehälter mit 410 l Fassungsvermögen untergebracht.
Eine indirekt wirkende Druckluftbremse dient als Zugbremse, eine direkt wirkende Druckluft-Zusatzbremse als Lokomotivbremse und eine Handbremse zur Sicherung im Stand. Die pneumatische Bremsausrüstung der Bauart 24RL stammt von Westinghouse. Die Klotzbremse wirkt auf alle sechs Radsätze, wird von vier Bremszylindern pro Drehgestell betätigt und verfügt über automatische Bremsgestängesteller. Optional ist eine Widerstandsbremse vorhanden, deren Bremswiderstände zwischen den beiden Kühlanlagen unter dem Dach angeordnet und an einem zusätzlichen Dachlüfter erkennbar sind. Der Antriebsmotor dieses Lüfters erhält seine elektrische Energie im Bremsbetrieb von den Fahrmotoren. Die Fahrzeuge sind mit einer 27-poligen Mehrfachtraktionssteuerung ausgerüstet, welche mit dem 16-poligen System älterer Lokomotiven kompatibel ist. Für die pneumatisch betriebene Sandstreueinrichtung lagern 450 l, nach anderer Quelle 620 l, Sand in vier Vorratsbehältern.

## Lieferliste
| Eigentümer                                                                                              | Nummerierung                                                                              | Nummerierung | Anzahl | Anzahl |
| Eigentümer                                                                                              | E8A                                                                                       | E8B          | E8A    | E8B    |
| --- | ----------------------------------------------------------------------------------------- | ------------ | ------ | ------ |
| Atlantic Coast Line Railroad                                                                            | 544–548                                                                                   |              | 005    |        |
| Baltimore and Ohio Railroad                                                                             | 26, 26A, 28, 28A, 30, 30A, 32, 32A, 90, 90A, 92, 92A, 94, 94A, 96, 96A                    |              | 016    |        |
| Boston and Maine Railroad                                                                               | 3821                                                                                      |              | 001    |        |
| Canadian Pacific Railway                                                                                | 1800–1802                                                                                 |              | 003    |        |
| Central of Georgia Railway                                                                              | 811–812                                                                                   |              | 002    |        |
| Chesapeake and Ohio Railway                                                                             | 4000–4030                                                                                 |              | 031    |        |
| Chicago and North Western Railway                                                                       | 5021A–5031A, 5021B–5030B                                                                  |              | 021    |        |
| Chicago, Burlington and Quincy Railroad                                                                 | 9937B–9948B, 9938A–9949A, 9964–9977                                                       |              | 038    |        |
| Chicago, Rock Island and Pacific Railroad                                                               | 644–655                                                                                   |              | 012    |        |
| Delaware, Lackawanna and Western Railroad                                                               | 812–820                                                                                   |              | 009    |        |
| Erie Railroad                                                                                           | 820–833                                                                                   |              | 014    |        |
| Fort Worth and Denver Railway                                                                           | 9981A, 9981B                                                                              |              | 002    |        |
| General Motors Electro-Motive Division                                                                  | 810–811, 952, 5600A                                                                       |              | 004    |        |
| Illinois Central Railroad                                                                               | 4018–4033                                                                                 | 4104–4105    | 016    | 02     |
| Kansas City Southern Railway                                                                            | 26–29                                                                                     |              | 004    |        |
| Louisville and Nashville Railroad                                                                       | 794–797                                                                                   |              | 004    |        |
| Missouri-Kansas-Texas Railroad                                                                          | 106A–107A, 106B–107B, 131–135                                                             |              | 009    |        |
| Missouri Pacific Railroad                                                                               | 7018–7021                                                                                 |              | 004    |        |
| New Orleans and Northeastern Railroad                                                                   | 6906–6915                                                                                 |              | 010    |        |
| New York Central Railroad                                                                               | 4036–4095                                                                                 |              | 060    |        |
| Pennsylvania Railroad                                                                                   | 5700A–5716A, 5760A–5769A, 5788A–5799A, 5801A–5810A, 5835A–5839A, 5884A–5899A, 5902A–5905A |              | 074    |        |
| Richmond, Fredericksburg and Potomac Railroad                                                           | 1001–1015                                                                                 | 1051–1055    | 015    | 05     |
| Seaboard Air Line Railroad                                                                              | 3049–3059                                                                                 |              | 011    |        |
| St. Louis–San Francisco Railway                                                                         | 2006–2022                                                                                 |              | 017    |        |
| Southern Railway                                                                                        | 2923–2929                                                                                 |              | 007    |        |
| Texas and Pacific Railway                                                                               | 2010–2017                                                                                 |              | 008    |        |
| Union Pacific Railroad                                                                                  | 926–942                                                                                   | 926B–949B    | 017    | 24     |
| Wabash Railroad                                                                                         | 1000, 1003–1015                                                                           |              | 014    |        |
| gesamt:                                                                                                 | gesamt:                                                                                   | gesamt:      | 428    | 31     |
| Anmerkung: Die Umbaulokomotiven der Modelle E8Am und E8Bm sind nicht in dieser Liste enthalten. Quelle: |                                                                                           |              |        |        |